# 西藏青年大會
西藏青年大會（英文：Tibetan Youth Congress），簡稱藏青會，1970年10月7日成立於西藏流亡政府所在地達蘭薩拉，致力於推動西藏獨立。目前成員分布全球，达6万人；各級職務都由選舉產生，是最大、也是最活躍的流亡藏人政治團體。曾經是國際西藏獨立運動理事會成員之一的次旺仁增於2007年起擔任該組織主席。
西藏青年大會堅決主張西藏獨立，不作妥協，并宣稱將採用一切可能的途徑和手段，爭取西藏獨立，還暗示到包括非和平的途徑。
2008年北京奧運前夕，該組織參與發起「西藏人民起義運動」。主席次旺仁增在2008年3月於印度达兰萨拉接受意大利《晚邮报》采访时称：现在可能已经到了西藏抵抗运动采取自杀式暴力手段来进行抗争的时刻了。
4月24日，西藏青年会在印度达兰萨拉召开记者会表示，“最近有些媒体所报道的西藏青年会将改变斗争方式，进行暴力抗争是不属实的，并强调西藏青年会将继续以和平非暴力方式争取西藏独立。”藏青会否认自己是恐怖组织，表示“假如他们真的如中国政府所称是恐怖主义组织的话，印度政府早就会取缔他们了”。 

## 外部連結
- 西藏青年大會 官方網站（页面存档备份，存于）
- 2008-03-17 明報: 西藏青年大會抨擊達賴喇嘛[]
- 羅少蘭. . Asia Times. 2008-03-26  [2008-04-02]. （原始内容存档于2008-03-30）.
- . BBC.   [2008-04-02]. （原始内容存档于2018-03-21）.
- 2008-03-16 西藏青年大會一直相信西藏應獨立
- 访“西藏青年大会＂主席才旦诺布 （页面存档备份，存于）
- 「藏青會」四十年 （页面存档备份，存于），李江琳